# Ашарина, Нина Александровна
Ашарина Нина Александровна (1938, Москва — 1992, Москва) — историк материальной культуры, искусствовед, музейный деятель, крупнейший специалист в области изучения русского художественного стекла XVII—XX веков.

## Биография
Родилась в Москве в семье служащих. 
В 1964 году окончила исторический факультет МГУ по кафедре археологии, ученица Б. Н. Гракова. Её первая работа после окончания университета была связана с народным бутылочным стеклом.
В 1974 году защитилила кандидатскую диссертацию по теме «Русское художественное стекло (Конца XVII — третьей четверти XVIII вв.)».
С 1964 года работала хранителем в Государственном историческом музее, с 1975 года — заведующая отделом керамики и стекла, с 1981 года — заместитель директора по научной работе. Вела большую собирательскую работу, формируя не только коллекцию по истории русского стеклоделия, но и коллекции современных художественных изделий заводов и ведущих художников страны.
Автор и организатор выставок по истории стекла в стране и за рубежом, в том числе в Корнингском музее стекла в Нью-Йорке (1990).
Входила в ревизионную комиссию Советского фонда культуры. Оказывала помощь в формировании коллекций художественных изделий многих российских музеев.
Курировала создание Музея хрусталя им. Мальцовых в городе Гусь-Хрустальный (1983), автор его первой экспозиции.
Умерла в Москве, похоронена на Котляковском кладбище (58 уч.).
Рукописный труд Ашариной «Стекло России 1634—1917», опубликованный после её смерти, в 1998 году — первая попытка составления научной истории русского стеклоделия.

## Труды
- Ашарина, H.A. Русское  стекло  из коллекции Лемкулей // Декоративное искусство СССР. 1969. № 12.
- Севрский фарфор. Франция: каталог / [М-во культуры СССР, М-во иностранных дел Франции и др. ; под ред. Н. А. Ашариной]. — Москва: Советский художник, 1975. - [11] с.
- Ашарина, H. A. Стекло // Дулькина, Т. И. Русская керамика и стекло 18—19 веков. Собрание Государственного Исторического музея / Т. И. Дулькина, H. A. Ашарина. М., 1978.
- Ашарина, Н.А. Русское художественное стекло // На рубеже двух веков.  М.: Государственный исторический музей, 1978. С. 66—88. (Труды ГИМ; выпуск 47).
- Ашарина, Н. А. Русское художественное стекло // Материалы по истории русской культуры конца XVIII — первой половины XIX века. М.: Государственный исторический музей, 1984. (Труды ГИМ; выпуск 58).
- Ашарина, Н. А. Декабрьские чтения Государственного исторического музея 1984 года // Вопросы истории. 1985. № 4. С. 146—148.
- Из истории русской керамики и стекла XVII—XIX веков / [науч. ред. Н. А. Ашарина]. — Москва, 1986. - 86 с.; 29 см. - (Сборник трудов / Государственный ордена Ленина Исторический музей; вып. 62).
- Ашарина, Н. А. Русские заводы художественного стекла XVII---XVIII вв. // Из истории русской керамики и стекла XIII---XIX веков: Сборник научных трудов. М.: Государственный исторический музей, 1989. С. 13.
- Russians glass of the 17-20 centuries, N. Y. 1990.
- Ашарина Н. А. Стеклянный фольклор XVIII века // Исторический музей. Труды. Вып. 75. М., 1990. С. 51-80.
- Русское стекло XVII — начала XX века / Н. А. Ашарина; Государственный исторический музей. - М. : Галарт, 1998. - 255 с. ISBN 5-269-00959-5